# 黄昏黎明俱乐部
黄昏黎明俱乐部（Dusk Dawn Club，缩写DDC），位于北京市东城区山老胡同14号，是北京市一家知名的小型现场演出场所（Live House）。
2020年5月，受新冠疫情影响，北京老DDC永久关停。 （页面存档备份，存于）
2021年5月，DDC宣布回归北京，定址日坛公园北门，北京市朝阳区神路街39号地下一层。 （页面存档备份，存于）
2022年4月底，北京新DDC开启试营业。 （页面存档备份，存于）

## 简介
2014年7月15日，位于山老胡同一座四合院内的黄昏黎明俱乐部开业。老板为张锦灿（绰号为“69”），自中国科技大学毕业后曾在厦门、北京经营过三家音乐酒吧，2014年创办黄昏黎明俱乐部。该俱乐部主要承接独立音乐现场演出。2015年，233支境外乐队在该俱乐部演出。2016年全年组织活动383场，演出310场，境内外演出乐队783个，摇滚、布鲁斯、嘻哈、爵士等十多种音乐在此演出。该俱乐部与互联网结合密切。